# Traulia
Traulia är ett släkte av insekter. Traulia ingår i familjen gräshoppor.

## Dottertaxa tillTraulia, i alfabetisk ordning[1]
- Traulia affinis
- Traulia angustipennis
- Traulia annandalei
- Traulia antennata
- Traulia aphanea
- Traulia aurora
- Traulia azureipennis
- Traulia bidentata
- Traulia bimaculata
- Traulia borneensis
- Traulia brachypeza
- Traulia brevipennis
- Traulia brunneri
- Traulia elegans
- Traulia flavoannulata
- Traulia gaoligongshanensis
- Traulia grossa
- Traulia haani
- Traulia hainanensis
- Traulia hosei
- Traulia hyalinala
- Traulia incompleta
- Traulia insularis
- Traulia javana
- Traulia kukenthali
- Traulia lineata
- Traulia lofaoshana
- Traulia media
- Traulia melli
- Traulia mindanaensis
- Traulia minuta
- Traulia nigrifurcula
- Traulia nigritibialis
- Traulia orchotibialis
- Traulia orientalis
- Traulia ornata
- Traulia palawana
- Traulia philippina
- Traulia pictilis
- Traulia pumila
- Traulia rosea
- Traulia sanguinipes
- Traulia stali
- Traulia stigmatica
- Traulia sumatrensis
- Traulia superba
- Traulia tibialis
- Traulia tonkinensis
- Traulia tristis
- Traulia xanthostigma